# Odilo Scherer
Odilo Pedro Scherer (Cerro Largo, 21 de setembro de 1949) é um cardeal brasileiro, décimo nono bispo de São Paulo, sendo seu sétimo arcebispo e quinto cardeal. Atualmente exerce também a função de Grão-Chanceler da Pontifícia Universidade Católica de São Paulo (PUC-SP).

## Biografia
Filho de Edwino Scherer e Francisca Wilma Steffens Scherer, é descendente de imigrantes alemães da região do Sarre (Saarland) radicados no Rio Grande do Sul, é o sexto filho do casal, em total de 13 irmãos. É parente distante do falecido Cardeal Dom Vicente Scherer.

## Educação
Seus estudos primários foram realizados no Seminário São José, em Toledo no Paraná, onde o bispo Dom Armando Círio foi o idealizador e responsável. Os reitores, à época, foram o padre Santo Pelizer, depois padre Luís Vacaro. Foi então transferido para o Seminário Menor São José, em Curitiba, no mesmo estado do Paraná.
Realizou seus estudos preparatórios no Seminário Menor São José, em Cascavel. O curso de Filosofia foi realizado no Seminário Maior Rainha dos Apóstolos, também em Curitiba, e na Faculdade de Educação da Universidade de Passo Fundo, Rio Grande do Sul (1970-1975). Cursou Teologia no Studium Theologicum, da Pontifícia Universidade Católica do Paraná, em Curitiba. É mestre em Filosofia e doutor em Teologia pela Pontifícia Universidade Gregoriana de Roma (1994-1996).

## Presbitério
Foi ordenado presbítero no dia 7 de dezembro de 1976, em Toledo por Dom Armando Círio, O.S.J., sendo incardinado na Diocese de Toledo.

### Atividades durante o presbiterato
Foi reitor e professor no Seminário Diocesano São José, em Cascavel (1977-1978); no Seminário Diocesano Maria Mãe da Igreja, em Toledo (1979-1982 e 1993); professor de Filosofia na Faculdade de Ciências Humanas Arnaldo Busatto, em Toledo (1980-1985); na Universidade Estadual do Oeste do Paraná, em Toledo (1985-1994); professor de Teologia no Instituto Teológico Paulo VI, de Londrina (1985); vigário paroquial e cura da Catedral Cristo Rei, de Toledo (1985-1988); reitor do Seminário Teológico de Cascavel (1991-1992); diretor e professor do Centro Interdiocesano de Teologia de Cascavel (1991-1993); reitor do Seminário Diocesano Maria Mãe da Igreja (1993); membro da Comissão Nacional do Clero da CNBB (1985-1988); da Comissão Teológica do Regional Sul II (1992-1993); oficial da Congregação para os Bispos, na Cúria Romana (1994-2001).

## Episcopado
Em 28 de novembro de 2001, o Papa João Paulo II o designou bispo titular de Novos e auxiliar de São Paulo, aos 52 anos.
Recebeu a ordenação episcopal, em 2 de fevereiro de 2002, sendo ordenante principal o Cardeal Dom Cláudio Hummes, arcebispo de São Paulo, coadjuvado por Dom Armando Círio, O.S.J., arcebispo emérito de Cascavel, e Dom Anuar Battisti, então bispo de Toledo.
No dia 9 de março de 2002, tomou posse como bispo auxiliar de São Paulo.
Foi bispo auxiliar de São Paulo (2002-2007); secretário-geral da CNBB (2003-2007); secretário-geral adjunto da V Conferência Geral do Episcopado da América Latina e do Caribe, em maio de 2007. Desde 2007 é membro da Comissão Episcopal Pastoral para a Doutrina da Fé da CNBB.

## Arcebispo de São Paulo
Em 21 de março de 2007, foi nomeado Arcebispo de São Paulo, a terceira maior arquidiocese católica romana do mundo, assumindo dessa forma também o cargo de Grão-Chanceler da Pontifícia Universidade Católica de São Paulo (PUC-SP). Recebeu o pálio das mãos do Papa Bento XVI, no dia 29 de junho de 2007.
No dia 8 de maio de 2011 foi eleito presidente do Regional Sul I da CNBB.

## Cardinalato
Em 24 de novembro de 2007, foi elevado ao cardinalato pelo Papa Bento XVI, no Consistório de 2007, na Basílica de São Pedro, recebendo o título de Cardeal-presbítero de Santo André no Quirinal, sendo então um dos mais jovens membros do Colégio Cardinalício.
Em 9 de maio de 2009, foi nomeado membro do Conselho de Cardeais para o Estudo dos Problemas Organizativos e Econômicos da Santa Sé, até 24 de fevereiro de 2014, quando o Papa Francisco emitiu a constituição apostólica em forma de motu proprio Fidelis dispensator et prudens.
Foi eleito como membro delegado pela CNBB para participar como Padre Sinodal da 13ª Assembleia Geral Ordinária do Sínodo dos Bispos realizado no Vaticano de 7 a 28 de outubro de 2012.

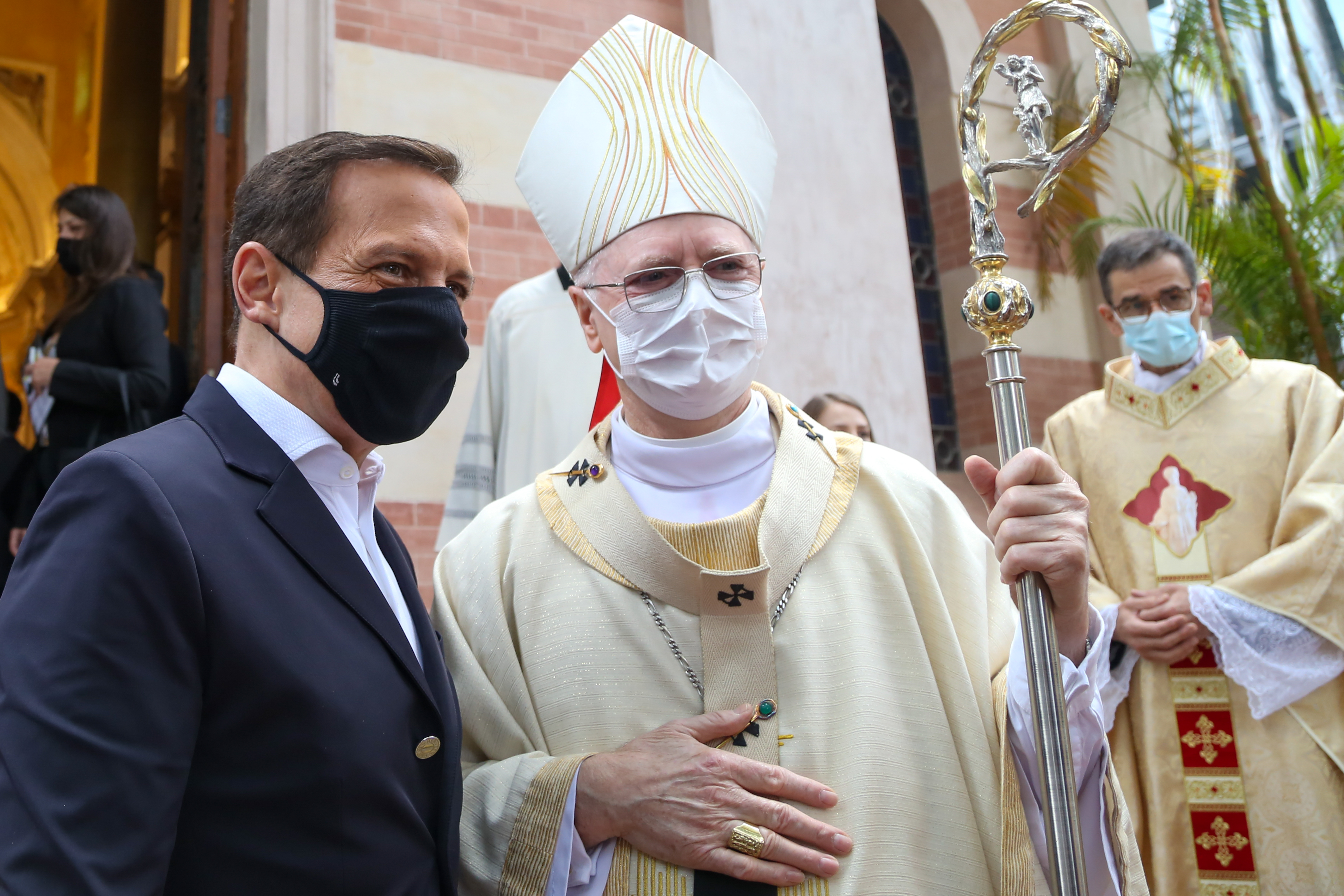
Dom Odilo posa para foto junto ao Governador João Dória, após participar de Cerimônia de Reconsagração da Capela Santa Luzia

Em novembro de 2012, como Grão-Chanceler da Pontifícia Universidade Católica de São Paulo (PUC-SP), nomeou a terceira colocada na lista tríplice Anna Cintra. Embora o cargo de grão-chanceler lhe garanta o direito de optar por qualquer um dos três nomes, a escolha causou o descontentamento de alguns professores e alunos que esperavam a nomeação do primeiro nome da lista, como sói acontecer. O fato que também agravou foi o tempo para a nomeação, pois esperou por quase dois meses para nomear as vésperas do recesso acadêmico (férias) o que não teria sido bem visto pela comunidade acadêmica. Em 15 de fevereiro de 2013, o Vaticano confirmou a escolha do cardeal e oficializou Anna Cintra no cargo de reitora.
A 37ª Assembleia Geral Ordinária do Conselho Episcopal Latino-Americano (CELAM) elegeu-o primeiro vice-presidente, para o quadriênio 2019-2023.
Em dicastérios da Cúria Romana é membro da Congregação para o Clero e para a Educação Católica, da Comissão Cardinalícia de Vigilância do Instituto para as Obras de Religiões, do XII Conselho Ordinário da Secretaria do Sínodo dos Bispos, da Pontifícia Comissão para a América Latina e do Pontifício Conselho para a Promoção da Nova Evangelização.
Em 6 de agosto de 2020, o Papa Francisco o nomeou membro do Conselho para a Economia.
Apresentou sua renúncia ao governo pastoral logo após completar os 75 anos, conforme dispõe o Código de Direito Canônico, mas o Papa Francisco pediu que o cardeal permanecesse por mais 2 anos a frente da Arquidiocese.

### Conclaves
- Conclave de 2013 - No dia 12 de março de 2013, adentrou o Conclave Papal, na Capela Sistina, na cidade do Vaticano, sendo citado pela mídia internacional como um dos possíveis papabiles, em substituição ao Papa Bento XVI, que renunciou, dias antes.[11][12][13] O Conclave elegeu a Jorge Mario Bergoglio, S.J. como Papa Francisco.
- Conclave de 2025 - Entrou no Conclave em 7 de maio de 2025, participando da eleição de Robert Francis Prevost, O.S.A. como Papa Leão XIV.[14]

## Ordenações episcopais
Principal ordenante de:
- Tarcísio Scaramussa, S.D.B. (2008)
- Antônio Carlos Rossi Keller (2008)
- Antônio Emídio Vilar, S.D.B. (2008)
- Milton Kenan Júnior (2009)
- Júlio Endi Akamine, S.A.C. (2011)
- Elio Rama, I.M.C. (2012)
- José Roberto Fortes Palau (2014)
- Carlos Lema Garcia (2014)
- Eduardo Vieira dos Santos, C.S.C. (2015)
- Devair Araújo da Fonseca (2015)
- Luiz Carlos Dias (2016)
- José Benedito Cardoso (2019)
- Jorge Pierozan (2019)
- Ângelo Ademir Mezzari, R.C.I. (2020)
- Carlos Silva, O.F.MCap (2021)
- Rogério Augusto das Neves (2022)
- Cícero Alves de França (2022)
- Valdir José de Castro, S.S.P. (2022)
- Algacir Munhak, C.S. (2022)
- Edilson de Souza Silva (2024)

Coordenante de:
- Edmar Peron (2010)
- Sérgio de Deus Borges (2012)
- Ilson de Jesus Montanari (2013)
- Reginei José Modolo (2023)
- Denilson Geraldo, S.A.C (2023)